# James G. Stavridis
James G. Stavridis, född 15 februari 1955 i West Palm Beach, Florida, är före detta amiral i Förenta Staternas flotta. Stavridis var mellan den 30 juni 2009 och 2013 militärbefälhavare för U.S. European Command samt Natos högste militäre tjänsteman (SACEUR). Stavridis, som är av grekisk härkomst, växte upp i Florida och tog officersexamen från United States Naval Academy som kursetta 1976. Han avlade 1984 en filosofie doktorsexamen i internationella relationer vid Tufts University utanför Boston, Massachusetts. Stavridis var militärbefälhavare för U.S. Southern Command från 2006 till 2009 innan han tillträdde sin nuvarande befattning och avlöste general Bantz J. Craddock – för andra gången – eftersom Craddock också var chef för U.S. Southern Command före Stavridis.